# فيل بارتليت
فيل بارتليت (بالإنجليزية: Phil Bartlett)‏ هو محامي وسياسي أمريكي، ولد في 24 سبتمبر 1976. حزبياً، نشط في الحزب الديمقراطي. وقد انتخب عضو مجلس ولاية مين.